# 拉卡姆帕蒂
拉卡姆帕蒂（Lakkampatti），是印度泰米尔纳德邦Erode县的一个城镇。总人口11057（2001年）。

## 人口
该地2001年总人口11057人，其中男性5619人，女性5438人；0—6岁人口998人，其中男509人，女489人；识字率62.04%，其中男性为70.62%，女性为53.18%。